# 고자이역
고자이역(일본어: 香西駅 코우자이에키[*])은 일본 가가와현 다카마쓰시에 있는 시코쿠 여객철도 요산선의 역이다. 역 번호는 Y01이며, 상대식 승강장 2면 2선의 지상역이다.

## 이용 현황
| 연도     | 하루 평균 승차 인원 |
| 2008년도 | 443명               |
| 2009년도 | 435명               |
| -------- | ------------------- |

## 역 주변
- 가가와 현 경찰본부 운전면허센터
- 훼미리마트 다카마쓰 카가와 히가시점
- 아오이 전자 본사
- 햐쿠주시 은행 고자이 지점

## 역사
- 1952년 1월 27일: 영업 개시.
- 1987년 4월 1일: 민영화에 따라 시코쿠 여객철도의 소속이 되었다.
- 2014년 3월 1일: ICOCA 도입.

## 인접정차역
| 시코쿠 여객철도 요산선      | 시코쿠 여객철도 요산선 | 시코쿠 여객철도 요산선    |
| --------------------------- | ---------------------- | ------------------------- |
| Y 00 다카마쓰 다카마쓰 방면 | 요산 선                | 기나시 Y 02 마쓰야마 방면 |